# La Cenicienta que no quería comer perdices
La Cenicienta que no quería comer perdices (2009) es un cuento escrito por Nunila López Salamero (Barcelona, 1966) escritora de origen aragonés e ilustrado por Myriam Cameros Sierra  (Pamplona, 1978) . 

## Historia
El germen de esta historia está en el encargo de acabar con el cuento tradicional, de un grupo de mujeres contra los malos tratos de Horta (Barcelona). Estas mujeres no se sentían identificadas el tradicional final de muchos cuentos “y fueron felices y comieron perdices”.
Tras hacer una primera autoedición, con la aportación económica de las amistades de las autoras, la editorial Planeta hizo la primera edición del cuento, que acabó convirtiéndose en todo un símbolo de la igualdad en Barcelona y en muchos otros lugares.
Se compone de 45 páginas de imágenes y textos minimalistas de rápida lectura. Con el apoyo gráfico de las ilustraciones, el breve texto consigue aunar la crítica social con el papel oficial de la mujer, pero desde una versión positiva y de cambio.
La Cenicienta que no quería comer perdices es un cuento moderno y de corte realista, “que lucha contra los abusos de todo tipo” y que presenta a la vida, como un camino donde lo más importante es el amor propio. Muestra la situación de mujeres que un día descubren que su vida no es el prometido cuento de hadas que se creyeron. En la obra se reinventa el cuento clásico de La Cenicienta con una protagonista vegetariana y a su vez rebelde.

## Premios
- XVII edición de los Premios Racimo y Filoxera: Premio Racimo (2009).[5]